# New Amsterdam (Indiana)
New Amsterdam è un comune degli Stati Uniti d'America, situato nello Stato dell'Indiana, nella contea di Harrison.